# Eishockey-Weltmeisterschaft der U18-Junioren 2013
Die 15. Eishockey-Weltmeisterschaften der U18-Junioren der Internationalen Eishockey-Föderation IIHF waren die Eishockey-Weltmeisterschaften des Jahres 2013 in der Altersklasse der Unter-Achtzehnjährigen (U18). Insgesamt nahmen zwischen dem 7. Februar und 28. April 2013 43 Nationalmannschaften an den sieben Turnieren der Top-Division sowie der Divisionen I bis III teil.
Der Weltmeister wurde zum dritten Mal insgesamt die kanadische Mannschaft, die den Titelverteidiger aus den Vereinigten Staaten im Finale mit 3:2 bezwingen konnte. Den dritten Rang belegte Finnland. Die deutsche Mannschaft belegte den achten Platz, während die Schweizer U18-Auswahl das Turnier auf einem guten sechsten Platz abschloss. Österreich erreichte – wie im Vorjahr – in der Gruppe B der Division I den dritten Rang und stand damit am Ende auf dem 19. Rang des WM-Turniers.

## Teilnehmer, Austragungsorte und -zeiträume

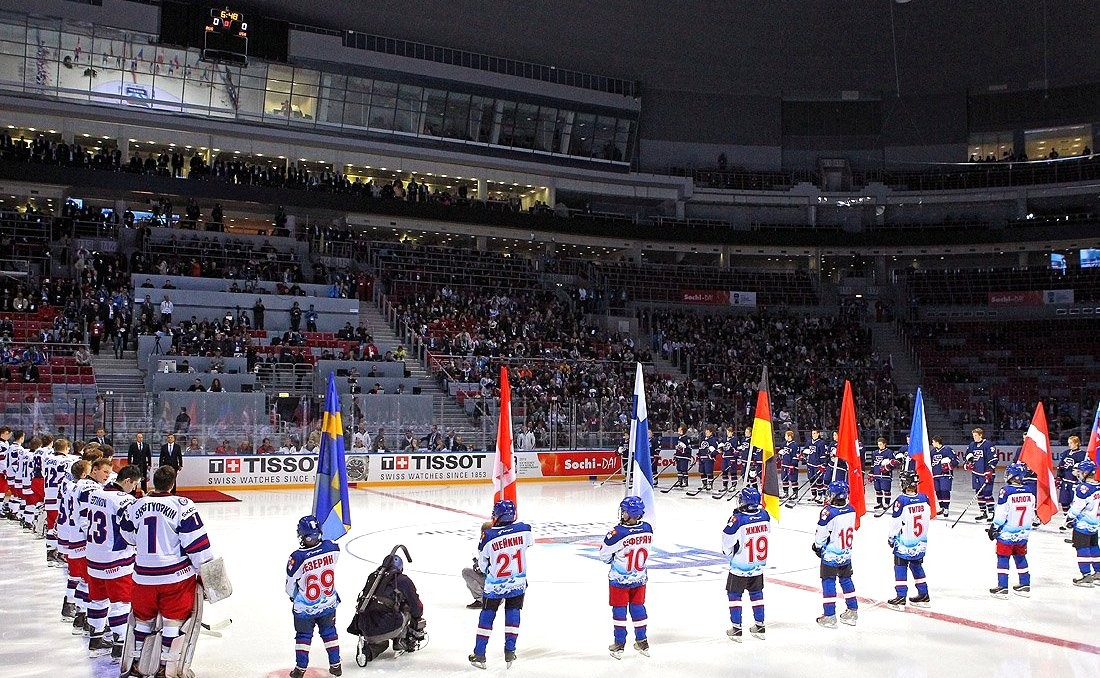
Eröffnungszeremonie der Top-Division, 18. April 2013 im Bolschoi-Eispalast

- Top-Division: 18. bis 28. April 2013 in Sotschi, Russland
Teilnehmer:  Deutschland,  Finnland,  Kanada,  Lettland,  Russland,  Schweden,  Schweiz,  Slowakei (Aufsteiger),  Tschechien,  USA (Titelverteidiger)

- Division I
  - Gruppe A: 7. bis 13. April 2013 in Asiago, Italien
Teilnehmer:  Belarus (Aufsteiger),  Dänemark (Absteiger),  Frankreich,  Italien,  Norwegen,  Slowenien
  - Gruppe B: 14. bis 20. April 2013 in Tychy, Polen
Teilnehmer:  Japan (Absteiger),  Kasachstan,  Österreich,  Polen,  Südkorea (Aufsteiger),  Ukraine

- Division II
  - Gruppe A: 31. März bis 6. April 2013 in Tallinn, Estland
Teilnehmer:  Estland (Aufsteiger),  Großbritannien,  Kroatien,  Litauen,  Rumänien,  Ungarn (Absteiger)
  - Gruppe B: 9. bis 15. März 2013 in Belgrad, Serbien
Teilnehmer:  Australien,  Belgien (Aufsteiger),  Island,  Niederlande (Absteiger),  Serbien,  Spanien

- Division III:
  - Gruppe A: 12. bis 18. März 2013 in Taipeh, Republik China (Taiwan)
Teilnehmer:  Bulgarien,  Republik China (Taiwan),  Volksrepublik China (Absteiger),  Mexiko,  Neuseeland
  - Gruppe B: 7. bis 10. Februar 2013 in İzmit, Türkei
Teilnehmer:  Israel (erste Teilnahme seit 2011),  Irland (erste Teilnahme seit 2011),  Türkei (erste Teilnahme seit 2011),  Südafrika (Absteiger)

Aufgrund der Wiederteilnahme der Mannschaften aus  Israel und  Irland konnte das Turnier der Division III, Gruppe B ausgespielt werden, nachdem es im Vorjahr ersatzlos gestrichen worden war.

## Top-Division
Die U18-Weltmeisterschaft wurde vom 18. bis zum 28. April 2013 in der russischen Stadt Sotschi ausgetragen und galt als Testwettkampf für die Olympischen Winterspiele 2014. Gespielt wurde in der Schaiba-Eisarena (7.000 Plätze) sowie im Bolschoi-Eispalast mit 12.000 Plätzen.
Am Turnier nahmen zehn Nationalmannschaften teil, die in zwei Gruppen zu je fünf Teams spielten. Dabei setzten sich die beiden Gruppen nach den Platzierungen der Nationalmannschaften bei der Weltmeisterschaft 2012 nach folgendem Schlüssel zusammen:
| Gruppe A (Bolschoi-Eispalast) | Gruppe B (Schaiba-Arena) |
| USA (1)                       | Schweden (2)             |
| Finnland (4)                  | Kanada (3)               |
| Russland (5)                  | Deutschland (6)          |
| Tschechien (8)                | Schweiz (7)              |
| Lettland (9)                  | Slowakei (11)            |

### Modus
Für die Weltmeisterschaft 2013 wurde ein neuer Spielmodus beschlossen: Nach den Gruppenspielen der Vorrunde qualifizierten sich die vier Gruppenbesten für das Viertelfinale. Die beiden Fünften der Gruppenspiele bestreiten die Abstiegsrunde im Modus Best-of-Three und ermitteln dabei einen Absteiger in die Division I. Die Platzierungsspiele um Platz sieben und fünf entfallen.

### Austragungsorte
| \| Sotschi \|                        |
| Austragungsort der Weltmeisterschaft |
| Sotschi                              |

| Sotschi |

### Vorrunde

#### Gruppe A
| 18. April 2013 15:30 Uhr (Ortszeit) | Lettland | 0:7 (0:4, 0:1, 0:2) Spielbericht | Finnland J. Honka (6:20) O. Rauhala (9:53) A. Lehkonen (17:00) M. Pulli (19:21) K. Kapanen (21:45) A. Lehkonen (47:45) A. Mustonen (50:33) | Bolschoi-Eispalast, Sotschi Zuschauer: 559 |

| 18. April 2013 20:00 Uhr | Russland N. Sedtikow (7:43) P. Butschnewitsch (22:19) I. Iwanow (41:33) W. Tkatschjow (58:06) | 4:3 (1:2, 1:0, 2:1) Spielbericht | USA J. Eichel (2:34) W. Butcher (7:34) J. T. Compher (51:14) | Bolschoi-Eispalast, Sotschi Zuschauer: 6.500 |

| 19. April 2013 17:00 Uhr | Tschechien P. Zdráhal (2:45) P. Zdráhal (13:43) M. Indrák (19:03) P. Zdráhal (35:20) O. Kaše (35:57) T. Dvořák (49:43) R. Přikryl (51:37) | 7:0 (3:0, 2:0, 2:0) Spielbericht | Lettland | Bolschoi-Eispalast, Sotschi Zuschauer: 350 |

| 20. April 2013 15:30 Uhr | USA T. Motte (19:39) J. T. Compher (20:19) T. Motte (23:34) E. Allen (25:23) | 4:3 (1:2, 3:1, 0:0) Spielbericht | Tschechien A. Zbořil (12:18) D. Kämpf (16:22) A. Zbořil (24:28) | Bolschoi-Eispalast, Sotschi Zuschauer: 1.395 |

| 20. April 2013 20:00 Uhr | Finnland J. Tanus (44:37) | 1:3 (0:0, 0:2, 1:1) Spielbericht | Russland I. Barbaschow (22:26) I. Barbaschow (37:13) W. Tkatschjow (59:42) | Bolschoi-Eispalast, Sotschi Zuschauer: 6.500 |

| 21. April 2013 17:00 Uhr | Lettland G. Golovkovs (27:57) | 1:7 (0:4, 1:0, 0:3) Spielbericht | USA K. Labanc (2:54) T. Kelleher (6:55) T. Kelleher (11:52) E. Allen (19:59) H. Fasching (48:58) T. Motte (52:51) T. Vannelli (59:14) | Bolschoi-Eispalast, Sotschi Zuschauer: 2.000 |

| 22. April 2013 15:30 Uhr | Finnland K. Kapanen (14:24) J. Antonen (21:35) K. Kapanen (28:11) K. Kapanen (32:52) | 4:3 (1:0, 3:0, 0:3) Spielbericht | Tschechien L. Rob (42:39) D. Kämpf (48:19) J. Vrána (58:21) | Bolschoi-Eispalast, Sotschi Zuschauer: 600 |

| 22. April 2013 20:00 Uhr | Russland A. Sub (1:33) P. Butschnewitsch (7:47) N. Gluchow (17:04) N. Gluchow (27:31) I. Barbaschow (29:01) D. Judin (33:08) W. Tkatschjow (45:09) N. Demidow (47:40) A. Sub (57:14) P. Butschnewitsch (58:35) | 10:2 (3:1, 3:1, 4:0) Spielbericht | Lettland H. Egle (17:58) T. Bernhards (20:39) | Bolschoi-Eispalast, Sotschi Zuschauer: 4.500 |

| 23. April 2013 15:30 Uhr | USA J. Hayden (0:37) | 1:2 (1:0, 0:1, 0:1) Spielbericht | Finnland J. Tanus (36:14) A. Mustonen (47:12) | Bolschoi-Eispalast, Sotschi Zuschauer: 800 |

| 23. April 2013 20:00 Uhr | Tschechien J. Vrána (37:53) D. Pastrňák (47:48) | 2:5 (0:0, 1:3, 1:2) Spielbericht | Russland P. Butschnewitsch (21:04) N. Demidow (25:18) S. Toltschinski (30:04) W. Tkatschjow (51:23) N. Schazki (55:47) | Bolschoi-Eispalast, Sotschi Zuschauer: 6.700 |

| Pl. |            | Sp | S | OTS | OTN | N | Tore  | Punkte |
| 1.  | Russland   | 4  | 4 | 0   | 0   | 0 | 22:08 | 12     |
| 2.  | Finnland   | 4  | 3 | 0   | 0   | 1 | 14:07 | 9      |
| 3.  | USA        | 4  | 2 | 0   | 0   | 2 | 15:09 | 6      |
| 4.  | Tschechien | 4  | 1 | 0   | 0   | 3 | 15:13 | 3      |
| 5.  | Lettland   | 4  | 0 | 0   | 0   | 4 | 03:31 | 0      |

Abkürzungen: Pl. = Platz, Sp = Spiele, S = Siege, OTS = Siege nach Verlängerung (Overtime) oder Penaltyschießen, OTN = Niederlagen nach Verlängerung oder Penaltyschießen, N = Niederlagen

Erläuterungen: Viertelfinalqualifikant, Abstiegsrundenqualifikant

#### Gruppe B
| 18. April 2013 15:00 Uhr (Ortszeit) | Deutschland T. Bender (8:10) | 1:9 (1:3, 0:4, 0:2) Spielbericht | Schweden L. Wallmark (7:40) A. Blidh (9:39) L. Bristedt (16:57) A. Brodecki (20:55) A. Burakovsky (24:27) W. Nylander (24:55) A. Burakovsky (31:13) J. de la Rose (40:18) R. Andersson (58:49) | Schaiba-Eisarena, Sotschi Zuschauer: 150 |

| 18. April 2013 19:00 Uhr | Slowakei D. Šoltés (3:11) | 1:4 (1:2, 0:0, 0:2) Spielbericht | Kanada N. Baptiste (7:20) C. McDavid (16:39) S. Reinhart (51:10) S. Bennett (51:44) | Schaiba-Eisarena, Sotschi Zuschauer: 70 |

| 19. April 2013 19:00 Uhr | Schweiz J. Fuchs (3:27) P. Suter (5:57) P. Suter (29:31) P. Baltisberger (47:16) | 4:1 (2:0, 1:0, 1:1) Spielbericht | Slowakei P. Bačík (49:58) | Schaiba-Eisarena, Sotschi Zuschauer: 520 |

| 20. April 2013 15:00 Uhr | Kanada M. Bowey (1:27) Y. Laplante (11:22) C. McDavid (32:09) | 3:1 (2:0, 1:1, 0:0) Spielbericht | Deutschland J. Möser (39:04) | Schaiba-Eisarena, Sotschi Zuschauer: 620 |

| 20. April 2013 19:00 Uhr | Schweden L. Bristedt (0:54) O. Lindblom (2:56) W. Nylander (4:52) O. Lindblom (26:16) A. Karlsson (46:10) R. Hägg (56:27) | 6:0 (3:0, 1:0, 2:0) Spielbericht | Schweiz | Schaiba-Eisarena, Sotschi Zuschauer: 480 |

| 21. April 2013 19:00 Uhr | Slowakei D. Šoltés (39:17) P. Cehlárik (46:43) | 2:5 (0:1, 1:3, 1:1) Spielbericht | Schweden A. Burakovsky (17:01) A. Burakovsky (25:12) L. Bristedt (32:05) A. Karlsson (38:54) L. Wallmark (57:02) | Schaiba-Eisarena, Sotschi Zuschauer: 692 |

| 22. April 2013 15:00 Uhr | Kanada Z. Nastasiuk (7:02) S. Bennett (10:41) J. Morrissey (21:06) M. Klimchuk (26:16) J. Morrissey (30:51) N. Baptiste (36:00) L. Dauphin (37:02) D. Heatherington (37:45) S. Reinhart (46:11) L. Dauphin (49:33) | 10:1 (2:0, 6:1, 2:0) Spielbericht | Schweiz D. Malgin (28:18) | Schaiba-Eisarena, Sotschi Zuschauer: 225 |

| 22. April 2013 19:00 Uhr | Deutschland P. Tuomie (4:35) D. Kahun (10:38) P. Tuomie (33:26) D. Kahun (38:55) A. Eder (43:06) L. Draisaitl (55:57) | 6:3 (2:2, 2:1, 2:0) Spielbericht | Slowakei R. Lantoši (5:41) R. Lantoši (16:05) D. Šoltés (22:10) | Schaiba-Eisarena, Sotschi Zuschauer: 184 |

| 23. April 2013 15:00 Uhr | Schweden | 0:6 (0:1, 0:3, 0:2) Spielbericht | Kanada C. McDavid (1:17) Z. Nastasiuk (23:26) M. Klimchuk (29:03) N. Ritchie (37:44) C. McDavid (46:54) C. McDavid (52:17) | Schaiba-Eisarena, Sotschi Zuschauer: 490 |

| 23. April 2013 19:00 Uhr | Schweiz L. Hischier (8:00) D. Malgin (26:12) J. Fuchs (58:42) | 3:0 (1:0, 1:0, 1:0) Spielbericht | Deutschland | Schaiba-Eisarena, Sotschi Zuschauer: 180 |

| Pl. |             | Sp | S | OTS | OTN | N | Tore  | Punkte |
| 1.  | Kanada      | 4  | 4 | 0   | 0   | 0 | 23:03 | 12     |
| 2.  | Schweden    | 4  | 3 | 0   | 0   | 1 | 20:09 | 9      |
| 3.  | Schweiz     | 4  | 2 | 0   | 0   | 2 | 08:17 | 6      |
| 4.  | Deutschland | 4  | 1 | 0   | 0   | 3 | 08:18 | 3      |
| 5.  | Slowakei    | 4  | 0 | 0   | 0   | 4 | 07:19 | 0      |

Abkürzungen: Pl. = Platz, Sp = Spiele, S = Siege, OTS = Siege nach Verlängerung (Overtime) oder Penaltyschießen, OTN = Niederlagen nach Verlängerung oder Penaltyschießen, N = Niederlagen

Erläuterungen: Viertelfinalqualifikant, Abstiegsrundenqualifikant

### Abstiegsrunde
Lettland verlor die beiden ersten Spiele der Best-of-Three-Serie und stieg damit in die Division I A ab, während die slowakische U18-Nationalmannschaft den Klassenerhalt schaffte.
| 25. April 2013 12:00 Uhr (Ortszeit) | Slowakei D. Rehák (3:01) M. Boboš (11:49) R. Varga (26:21) P. Cehlárik (49:45) R. Lántoši (58:06) | 5:2 (2:0, 1:2, 2:0) Spielbericht Stand: 1:0 | Lettland H. Egle (25:35) E. Homjakovs (38:28) | Schaiba-Eisarena, Sotschi Zuschauer: 120 |

| 26. April 2013 12:00 Uhr | Lettland J. Jaks (14:52) R. Bukarts (19:15) | 2:3 (2:2, 0:0, 0:1) Spielbericht Stand: 0:2 | Slowakei D. Rehák (9:03) R. Lántoši (11:28) D. Soltes (44:33) | Schaiba-Eisarena, Sotschi Zuschauer: 253 |

### Finalrunde
|  | Viertelfinale | Viertelfinale | Viertelfinale |  |  | Halbfinale | Halbfinale | Halbfinale |  |  | Finale           | Finale           | Finale           |
|  |               |               |               |  |  |            |            |            |  |  |                  |                  |                  |
|  | B1            | Kanada        | 6             |  |  |            |            |            |  |  |                  |                  |                  |
|  | A4            | Tschechien    | 0             |  |  |            |            |            |  |  |                  |                  |                  |
|  |               |               |               |  |  | B1         | Kanada     | 3          |  |  |                  |                  |                  |
|  |               |               |               |  |  | A2         | Finnland   | 1          |  |  |                  |                  |                  |
|  | A2            | Finnland      | 7             |  |  |            |            |            |  |  |                  |                  |                  |
|  | B3            | Schweiz       | 4             |  |  |            |            |            |  |  |                  |                  |                  |
|  |               |               |               |  |  |            |            |            |  |  | B1               | Kanada           | 3                |
|  |               |               |               |  |  |            |            |            |  |  | A3               | USA              | 2                |
|  | A1            | Russland      | 8             |  |  |            |            |            |  |  |                  |                  |                  |
|  | B4            | Deutschland   | 4             |  |  |            |            |            |  |  |                  |                  |                  |
|  |               |               |               |  |  | A1         | Russland   | 3          |  |  |                  |                  |                  |
|  |               |               |               |  |  | A3         | USA        | 4          |  |  | Spiel um Platz 3 | Spiel um Platz 3 | Spiel um Platz 3 |
|  | B2            | Schweden      | 0             |  |  |            |            |            |  |  | A1               | Russland         | 1                |
|  | A3            | USA           | 4             |  |  |            |            |            |  |  | A2               | Finnland         | 2                |

#### Viertelfinale
| 25. April 2013 16:00 Uhr (Ortszeit) | Finnland J. Antonen (10:21) J. Ikonen (20:17) J. Ikonen (22:07) A. Mustonen (44:01) J. Antonen (44:47) J. Puhakka (45:27) J. Tanus (49:35) | 7:4 (1:0, 2:3, 4:1) Spielbericht | Schweiz F. Hogger (20:26) M. Müller (33:22) P. Suter (38:45) Y. Rathgeb (48:12) | Bolschoi-Eispalast, Sotschi Zuschauer: 1.014 |

| 25. April 2013 16:00 Uhr | Schweden | 0:4 (0:2, 0:0, 0:2) Spielbericht | USA W. Butcher (13:14) T. Motte (17:31) M. McCarron (46:50) J. T. Compher (55:08) | Schaiba-Eisarena, Sotschi Zuschauer: 615 |

| 25. April 2013 20:00 Uhr | Russland W. Nitschuschkin (1:42) S. Toltschinski (18:18) W. Nitschuschkin (21:47) R. Galejew (26:50) A. Alexejew (27:43) S. Toltschinski (31:44) R. Galejew (43:24) W. Nitschuschkin (53:39) | 8:4 (2:1, 4:0, 2:3) Spielbericht | Deutschland T. Bender (8:01) D. Kahun (41:21) A. Eder (42:53) F. Wagner (47:31) | Bolschoi-Eispalast, Sotschi Zuschauer: 6.864 |

| 25. April 2013 20:00 Uhr | Kanada S. Reinhart (19:27) C. McDavid (38:31) N. Baptiste (38:57) C. McDavid (45:45) C. McDavid (48:31) L. Dauphin (55:10) | 6:0 (1:0, 2:0, 3:0) Spielbericht | Tschechien | Schaiba-Eisarena, Sotschi Zuschauer: 898 |

#### Halbfinale
| 26. April 2013 16:00 Uhr | Kanada M. Klimchuk (23:53) J. Morrissey (24:54) S. Bennett (59:22) | 3:1 (0:0, 2:0, 1:1) Spielbericht | Finnland A. Ainali (47:13) | Bolschoi-Eispalast, Sotschi Zuschauer: 2.956 |

| 26. April 2013 20:00 Uhr | Russland P. Butschnewitsch (25:14) W. Nitschuschkin (32:49) W. Leschtschenko (56:41) | 3:4 n. P. (0:1, 2:0, 1:2, 0:0, 0:1) Spielbericht | USA M. McCarron (16:09) T. Vannelli (44:04) A. Louis (57:55) T. Kelleher (PS) | Bolschoi-Eispalast, Sotschi Zuschauer: 6.779 |

#### Spiel um Platz 3
| 28. April 2013 16:00 Uhr | Russland W. Tkatschjow (30:50) | 1:2 (0:2, 1:0, 0:0) Spielbericht | Finnland A. Lehkonen (0:34) K. Kapanen (9:43) | Bolschoi-Eispalast, Sotschi Zuschauer: 5.925 |

#### Finale
| 28. April 2013 20:00 Uhr | Kanada L. Dauphin (9:29) M. Bowey (32:48) F. Gauthier (36:26) | 3:2 (1:0, 2:2, 0:0) Spielbericht | USA C. Clifton (21:48) M. McCarron (29:42) | Bolschoi-Eispalast, Sotschi Zuschauer: 6.127 |

### Statistik

#### Beste Scorer
Abkürzungen:  Sp = Spiele, T = Tore, V = Assists, Pkt = Punkte, +/− = Plus/Minus, SM = Strafminuten; Fett:  Turnierbestwert
| Spieler              | Team     | Sp | T | V | Pkt | +/− | SM |
| -------------------- | -------- | -- | - | - | --- | --- | -- |
| Connor McDavid       | Kanada   | 7  | 8 | 6 | 14  | +8  | 2  |
| Pawel Butschnewitsch | Russland | 7  | 5 | 6 | 11  | +4  | 2  |
| Wladimir Tkatschjow  | Russland | 7  | 5 | 6 | 11  | +5  | 2  |
| Iwan Barbaschow      | Russland | 7  | 3 | 6 | 9   | +7  | 4  |
| Artturi Lehkonen     | Finnland | 7  | 3 | 6 | 9   | +2  | 12 |
| Kasperi Kapanen      | Finnland | 7  | 5 | 3 | 8   | +4  | 4  |
| Nicholas Baptiste    | Kanada   | 7  | 3 | 5 | 8   | +6  | 4  |
| Morgan Klimchuk      | Kanada   | 7  | 3 | 5 | 8   | +4  | 4  |
| Tyler Motte          | USA      | 7  | 5 | 2 | 7   | +5  | 4  |
| Róbert Lantoši       | Slowakei | 6  | 4 | 3 | 7   | −2  | 0  |
| Waleri Nitschuschkin | Russland | 6  | 4 | 3 | 7   | ±0  | 0  |

#### Beste Torhüter
Abkürzungen:  Sp = Spiele, Min = Eiszeit (in Minuten), SaT = Schüsse aufs Tor, GT = Gegentore, Sv% = gehaltene Schüsse (in %), GTS = Gegentorschnitt, SO = Shutouts; Fett:  Turnierbestwert
| Spieler             | Team     | Sp | Min    | SaT | GT | GTS  | Sv%   | SO |
| ------------------- | -------- | -- | ------ | --- | -- | ---- | ----- | -- |
| Philippe Desrosiers | Kanada   | 5  | 300:00 | 130 | 4  | 0,80 | 97,01 | 2  |
| Juuse Saros         | Finnland | 7  | 419:15 | 239 | 13 | 1,86 | 94,56 | 1  |
| Igor Schestjorkin   | Russland | 6  | 344:31 | 192 | 13 | 2,26 | 93,66 | 0  |
| Jonas Johansson     | Schweden | 4  | 215:42 | 116 | 8  | 2,23 | 93,10 | 1  |
| Dávid Okoličány     | Slowakei | 4  | 196:54 | 113 | 10 | 3,05 | 91,15 | 0  |

### Abschlussplatzierungen
| Pl. | Team        |
| --- | ----------- |
| 1   | Kanada      |
| 2   | USA         |
| 3   | Finnland    |
| 4   | Russland    |
| 5   | Schweden    |
| 6   | Schweiz     |
| 7   | Tschechien  |
| 8   | Deutschland |
| 9   | Slowakei    |
| 10  | Lettland    |

### Titel, Auf- und Abstieg
| Weltmeister Kanada | Philippe Desrosiers, Austin Lotz, Spencer Martin – Chris Bigras, Madison Bowey, Dillon Heatherington, Roland McKeown, Samuel Morin, Josh Morrissey, Shea Theodore – Nicholas Baptiste, Sam Bennett, Laurent Dauphin, Jason Dickinson, Hunter Garlent, Frédérik Gauthier, Morgan Klimchuk, Yan-Pavel Laplante, Connor McDavid, Zach Nastasiuk, Sam Reinhart, Nick Ritchie, Carter Verhaeghe Cheftrainer: Don Hay Assistenztrainer: Jody Hull, Yves Sarault, Ron Tugnutt |

| Silber USA | Thatcher Demko, Hunter Miska, Blake Weyrick – Gage Ausmus, Will Butcher, Connor Clifton, Clint Lewis, Steven Santini, Keaton Thompson, Tommy Vannelli – Evan Allen, J. T. Compher, Dawson Cook, Jack Eichel, Shane Eiserman, Hudson Fasching, John Hayden, Tyler Kelleher, Kevin Labanc, Anthony Louis, Sean Malone, Michael McCarron, Tyler Motte Cheftrainer: Don Granato Assistenztrainer: Mike Ayers, Josh Brown, Matt Curley, Nick Fohr |

| Bronze Finnland | Ville Husso, Kaapo Kähkönen, Juuse Saros – Erik Autio, Julius Honka, Mika Ilvonen, Jimi Kuronen, Alex Lintuniemi, Atte Mäkinen, Matias Pulli – Aleksi Ainali, Joose Antonen, Juuso Ikonen, Kasperi Kapanen, Saku Kinnunen, Joel Kiviranta, Artturi Lehkonen, Aleksi Mustonen, Niko Ojamäki, Janne Puhakka, Otto Rauhala, Jonatan Tanus, Felix Westermarck Cheftrainer: Mika Marttila Assistenztrainer: Kalle Kaskinen, Aki Naykki, Petri Pulkkinen |

| Absteiger in die Division IA:   | Lettland |
| Aufsteiger in die Top-Division: | Dänemark |

### Auszeichnungen
Spielertrophäen
| Auszeichnung         | Spieler        | Team     |
| -------------------- | -------------- | -------- |
| Bester Torhüter      | Juuse Saros    | Finnland |
| Bester Verteidiger   | Steven Santini | USA      |
| Bester Stürmer       | Connor McDavid | Kanada   |
| Wertvollster Spieler | Connor McDavid | Kanada   |

## Division I

### Gruppe A in Asiago, Italien
Das Turnier der Gruppe A der Division I wurde vom 7. bis 13. April 2013 im italienischen Asiago ausgetragen. Die Spiele fanden im etwa 3.000 Zuschauer fassenden Pala Hodegart statt. Insgesamt besuchten 7.105 Zuschauer die 15 Turnierspiele.
Der Turniersieger wurde mit fünf Siegen aus ebenso vielen Spielen – davon einer nach Verlängerung – die dänische U18-Auswahlmannschaft, die damit in die Top-Division aufstieg. Am letzten Spieltag sicherten sich die Dänen den Turniersieg mit einem 6:3-Erfolg über Norwegen, die bis dahin die Tabelle angeführt hatten. Im Gegensatz dazu verlor das slowenische U18-Team alle fünf Turnierspiele und stieg ohne Punktgewinn in die Gruppe B der Division I ab.
Im Spiel zwischen Dänemark und Frankreich am 8. April 2013 gelang es dem dänischen Torhüter George Sørensen, ein Tor zu erzielen. Im Rahmen eines IIHF-Wettbewerbes war er damit erst der zweite Torhüter nach Anton Chudobin, dem ein Torerfolg gelang.
| 7. April 2013 13:15 Uhr (Ortszeit) | Frankreich | 2:3 (2:0, 0:0, 0:3) Spielbericht | Norwegen | Pala Hodegart, Asiago Zuschauer: 200 |

| 7. April 2013 16:45 Uhr | Belarus | 2:3 n. P. (0:1, 1:0, 1:1, 0:0, 0:1) Spielbericht | Dänemark | Pala Hodegart, Asiago Zuschauer: 400 |

| 7. April 2013 20:30 Uhr | Slowenien | 2:3 (1:0, 1:1, 0:2) Spielbericht | Italien | Pala Hodegart, Asiago Zuschauer: 700 |

| 8. April 2013 13:15 Uhr | Dänemark | 5:1 (1:0, 0:0, 4:1) Spielbericht | Frankreich | Pala Hodegart, Asiago Zuschauer: 135 |

| 8. April 2013 16:45 Uhr | Norwegen | 7:3 (1:1, 2:1, 4:1) Spielbericht | Slowenien | Pala Hodegart, Asiago Zuschauer: 250 |

| 8. April 2013 20:30 Uhr | Italien | 4:1 (2:0, 1:0, 1:1) Spielbericht | Belarus | Pala Hodegart, Asiago Zuschauer: 800 |

| 10. April 2013 13:15 Uhr | Dänemark | 3:0 (1:0, 2:0, 0:0) Spielbericht | Slowenien | Pala Hodegart, Asiago Zuschauer: 150 |

| 10. April 2013 16:45 Uhr | Belarus | 6:1 (3:0, 2:1, 1:0) Spielbericht | Frankreich | Pala Hodegart, Asiago Zuschauer: 200 |

| 10. April 2013 20:30 Uhr | Norwegen | 12:1 (4:0, 4:1, 4:0) Spielbericht | Italien | Pala Hodegart, Asiago Zuschauer: 800 |

| 11. April 2013 13:15 Uhr | Norwegen | 6:3 (2:2, 3:0, 1:1) Spielbericht | Belarus | Pala Hodegart, Asiago Zuschauer: 400 |

| 11. April 2013 16:45 Uhr | Frankreich | 6:2 (2:2, 2:2, 2:0) Spielbericht | Slowenien | Pala Hodegart, Asiago Zuschauer: 190 |

| 11. April 2013 20:30 Uhr | Italien | 0:5 (0:0, 0:4, 0:1) Spielbericht | Dänemark | Pala Hodegart, Asiago Zuschauer: 700 |

| 13. April 2013 13:15 Uhr | Slowenien | 1:5 (0:0, 0:2, 1:3) Spielbericht | Belarus | Pala Hodegart, Asiago Zuschauer: 80 |

| 13. April 2013 16:45 Uhr | Dänemark | 6:3 (2:1, 0:2, 4:0) Spielbericht | Norwegen | Pala Hodegart, Asiago Zuschauer: 800 |

| 13. April 2013 20:30 Uhr | Italien | 3:4 n. P. (0:2, 1:1, 2:0, 0:0, 0:1) Spielbericht | Frankreich | Pala Hodegart, Asiago Zuschauer: 1.300 |

| Pl. |            | Sp | S | OTS | OTN | N | Tore  | Punkte |
| 1.  | Dänemark   | 5  | 4 | 1   | 0   | 0 | 22:06 | 14     |
| 2.  | Norwegen   | 5  | 4 | 0   | 0   | 1 | 31:15 | 12     |
| 3.  | Italien    | 5  | 2 | 0   | 1   | 2 | 11:24 | 7      |
| 4.  | Belarus    | 5  | 2 | 0   | 1   | 2 | 17:15 | 7      |
| 5.  | Frankreich | 5  | 1 | 1   | 0   | 3 | 14:19 | 5      |
| 6.  | Slowenien  | 5  | 0 | 0   | 0   | 5 | 08:24 | 0      |

Abkürzungen: Pl. = Platz, Sp = Spiele, S = Siege, OTS = Siege nach Verlängerung (Overtime) oder Penaltyschießen, OTN = Niederlagen nach Verlängerung oder Penaltyschießen, N = Niederlagen

Erläuterungen: Aufsteiger in die Top-Division, Absteiger in die Division IB

### Gruppe B in Tychy, Polen
Das Turnier der Gruppe B der Division I wurde vom 14. bis 20. April 2013 im polnischen Tychy ausgetragen. Die Spiele fanden im 2.716 Zuschauer fassenden Stadion Zimowy statt.
| 14. April 2013 13:00 Uhr (Ortszeit) | Ukraine | 0:8 (0:2, 0:1, 0:5) Spielbericht | Kasachstan | Stadion Zimowy, Tychy Zuschauer: 40 |

| 14. April 2013 16:30 Uhr | Südkorea | 1:4 (0:1, 0:1, 1:2) Spielbericht | Österreich | Stadion Zimowy, Tychy Zuschauer: 80 |

| 14. April 2013 20:00 Uhr | Polen | 5:3 (2:1, 2:2, 1:0) Spielbericht | Japan | Stadion Zimowy, Tychy Zuschauer: 700 |

| 15. April 2013 13:00 Uhr | Kasachstan | 10:1 (5:0, 2:1, 3:0) Spielbericht | Südkorea | Stadion Zimowy, Tychy Zuschauer: 200 |

| 15. April 2013 16:30 Uhr | Japan | 5:4 (1:2, 3:1, 1:1) Spielbericht | Ukraine | Stadion Zimowy, Tychy Zuschauer: 60 |

| 15. April 2013 20:00 Uhr | Österreich | 8:1 (3:0, 0:1, 5:0) Spielbericht | Polen | Stadion Zimowy, Tychy Zuschauer: 400 |

| 17. April 2013 13:00 Uhr | Japan | 4:2 (0:1, 1:0, 3:1) Spielbericht | Südkorea | Stadion Zimowy, Tychy Zuschauer: 150 |

| 17. April 2013 16:30 Uhr | Kasachstan | 5:1 (1:0, 1:1, 3:0) Spielbericht | Österreich | Stadion Zimowy, Tychy Zuschauer: 100 |

| 17. April 2013 20:00 Uhr | Polen | 3:2 (1:0, 2:1, 0:1) Spielbericht | Ukraine | Stadion Zimowy, Tychy Zuschauer: 500 |

| 18. April 2013 13:00 Uhr | Österreich | 1:6 (1:1, 0:1, 0:4) Spielbericht | Japan | Stadion Zimowy, Tychy Zuschauer: 100 |

| 18. April 2013 16:30 Uhr | Ukraine | 6:1 (3:0, 2:0, 1:1) Spielbericht | Südkorea | Stadion Zimowy, Tychy Zuschauer: 50 |

| 18. April 2013 20:00 Uhr | Kasachstan | 5:4 (1:1, 1:1, 3:2) Spielbericht | Polen | Stadion Zimowy, Tychy Zuschauer: 600 |

| 20. April 2013 13:00 Uhr | Österreich | 7:5 (0:2, 3:1, 4:2) Spielbericht | Ukraine | Stadion Zimowy, Tychy Zuschauer: 100 |

| 20. April 2013 16:30 Uhr | Japan | 5:6 (1:4, 2:1, 2:1) Spielbericht | Kasachstan | Stadion Zimowy, Tychy Zuschauer: 70 |

| 20. April 2013 20:00 Uhr | Südkorea | 3:5 (0:1, 2:2, 1:2) Spielbericht | Polen | Stadion Zimowy, Tychy Zuschauer: 400 |

| Pl. |            | Sp | S | OTS | OTN | N | Tore  | Punkte |
| 1.  | Kasachstan | 5  | 5 | 0   | 0   | 0 | 34:11 | 15     |
| 2.  | Japan      | 5  | 3 | 0   | 0   | 2 | 23:18 | 9      |
| 3.  | Österreich | 5  | 3 | 0   | 0   | 2 | 21:18 | 9      |
| 4.  | Polen      | 5  | 3 | 0   | 0   | 2 | 18:21 | 9      |
| 5.  | Ukraine    | 5  | 1 | 0   | 0   | 4 | 17:24 | 3      |
| 6.  | Südkorea   | 5  | 0 | 0   | 0   | 5 | 08:29 | 0      |

Abkürzungen: Pl. = Platz, Sp = Spiele, S = Siege, OTS = Siege nach Verlängerung (Overtime) oder Penaltyschießen, OTN = Niederlagen nach Verlängerung oder Penaltyschießen, N = Niederlagen

Erläuterungen: Aufsteiger in die Division IA, Absteiger in die Division IIA

### Auf- und Abstieg
| Absteiger in die Division IA:   | Lettland   |
| Aufsteiger in die Top-Division: | Dänemark   |
| Absteiger in die Division IB:   | Slowenien  |
| Aufsteiger in die Division IA:  | Kasachstan |
| Absteiger in die Division IIA:  | Südkorea   |
| Aufsteiger in die Division IB:  | Ungarn     |

## Division II

### Gruppe A in Tallinn, Estland
Das Turnier der Gruppe A der Division II wurde vom 31. März bis 6. April 2013 in der Hauptstadt Estlands Tallinn ausgetragen. Die Spiele fanden in der 750 Zuschauer fassenden Škoda Jäähall statt.
| 31. März 2013 13:00 Uhr (Ortszeit) | Rumänien | 3:4 n. P. (0:0, 2:2, 1:1, 0:0, 0:1) Spielbericht | Kroatien | Škoda Jäähall, Tallinn Zuschauer: 109 |

| 31. März 2013 16:30 Uhr | Litauen | 2:4 (0:2, 0:2, 2:0) Spielbericht | Ungarn | Škoda Jäähall, Tallinn Zuschauer: 130 |

| 31. März 2013 20:00 Uhr | Estland | 3:7 (0:2, 2:4, 1:1) Spielbericht | Großbritannien | Škoda Jäähall, Tallinn Zuschauer: 526 |

| 1. April 2013 13:00 Uhr | Rumänien | 4:3 (1:0, 3:2, 0:1) Spielbericht | Litauen | Škoda Jäähall, Tallinn Zuschauer: 154 |

| 1. April 2013 16:30 Uhr | Ungarn | 6:2 (1:1, 4:1, 1:0) Spielbericht | Großbritannien | Škoda Jäähall, Tallinn Zuschauer: 210 |

| 1. April 2013 20:00 Uhr | Kroatien | 5:0 (2:0, 1:0, 2:0) Spielbericht | Estland | Škoda Jäähall, Tallinn Zuschauer: 410 |

| 3. April 2013 13:00 Uhr | Litauen | 2:3 (1:1, 1:1, 0:1) Spielbericht | Großbritannien | Škoda Jäähall, Tallinn Zuschauer: 170 |

| 3. April 2013 16:30 Uhr | Ungarn | 2:1 (1:0, 0:0, 1:1) Spielbericht | Kroatien | Škoda Jäähall, Tallinn Zuschauer: 180 |

| 3. April 2013 20:00 Uhr | Rumänien | 4:2 (1:1, 2:1, 1:0) Spielbericht | Estland | Škoda Jäähall, Tallinn Zuschauer: 378 |

| 4. April 2013 13:00 Uhr | Kroatien | 3:4 n. P. (0:3, 2:0, 1:0, 0:0, 0:1) Spielbericht | Litauen | Škoda Jäähall, Tallinn Zuschauer: 134 |

| 4. April 2013 16:30 Uhr | Großbritannien | 2:1 n. P. (0:0, 0:1, 1:0, 0:0, 1:0) Spielbericht | Rumänien | Škoda Jäähall, Tallinn Zuschauer: 110 |

| 4. April 2013 20:00 Uhr | Estland | 3:9 (2:3, 0:5, 1:1) Spielbericht | Ungarn | Škoda Jäähall, Tallinn Zuschauer: 348 |

| 6. April 2013 13:00 Uhr | Ungarn | 2:1 n. P. (0:0, 0:1, 1:0, 0:0, 1:0) Spielbericht | Rumänien | Škoda Jäähall, Tallinn Zuschauer: 130 |

| 6. April 2013 16:30 Uhr | Großbritannien | 3:5 (1:1, 1:2, 1:2) Spielbericht | Kroatien | Škoda Jäähall, Tallinn Zuschauer: 213 |

| 6. April 2013 20:00 Uhr | Litauen | 6:5 n. P. (0:0, 2:2, 3:3, 0:0, 1:0) Spielbericht | Estland | Škoda Jäähall, Tallinn Zuschauer: 574 |

| Pl. |                | Sp | S | OTS | OTN | N | Tore  | Punkte |
| 1.  | Ungarn         | 5  | 4 | 1   | 0   | 0 | 23:09 | 14     |
| 2.  | Kroatien       | 5  | 2 | 1   | 1   | 1 | 18:12 | 9      |
| 3.  | Rumänien       | 5  | 2 | 0   | 3   | 0 | 13:13 | 9      |
| 4.  | Großbritannien | 5  | 2 | 1   | 0   | 2 | 17:17 | 8      |
| 5.  | Litauen        | 5  | 0 | 2   | 0   | 3 | 17:19 | 4      |
| 6.  | Estland        | 5  | 0 | 0   | 1   | 4 | 13:31 | 1      |

Abkürzungen: Pl. = Platz, Sp = Spiele, S = Siege, OTS = Siege nach Verlängerung (Overtime) oder Penaltyschießen, OTN = Niederlagen nach Verlängerung oder Penaltyschießen, N = Niederlagen

Erläuterungen: Aufsteiger in die Division IB, Absteiger in die Division IIB

### Gruppe B in Belgrad, Serbien
Das Turnier der Gruppe A der Division II wurde vom 9. bis 15. März 2013 in Serbiens Hauptstadt Belgrad ausgetragen. Die Spiele fanden in der 2.000 Zuschauer fassenden Ledena dvorana Pionir statt.
| 9. März 2013 13:00 Uhr (Ortszeit) | Belgien | 3:1 (1:0, 1:0, 1:1) Spielbericht | Island | Ledena dvorana Pionir, Belgrad Zuschauer: 47 |

| 9. März 2013 16:30 Uhr | Spanien | 2:6 (1:2, 1:3, 0:1) Spielbericht | Niederlande | Ledena dvorana Pionir, Belgrad Zuschauer: 50 |

| 9. März 2013 20:30 Uhr | Serbien | 8:0 (1:0, 3:0, 4:0) Spielbericht | Australien | Ledena dvorana Pionir, Belgrad Zuschauer: 1.234 |

| 10. März 2013 13:00 Uhr | Niederlande | 4:2 (1:1, 0:0, 3:1) Spielbericht | Island | Ledena dvorana Pionir, Belgrad Zuschauer: 50 |

| 10. März 2013 16:30 Uhr | Australien | 0:7 (0:3, 0:2, 0:2) Spielbericht | Belgien | Ledena dvorana Pionir, Belgrad Zuschauer: 56 |

| 10. März 2013 20:00 Uhr | Serbien | 2:3 (0:0, 1:2, 1:1) Spielbericht | Spanien | Ledena dvorana Pionir, Belgrad Zuschauer: 1.327 |

| 12. März 2013 13:00 Uhr | Niederlande | 7:1 (2:0, 3:1, 2:0) Spielbericht | Australien | Ledena dvorana Pionir, Belgrad Zuschauer: 50 |

| 12. März 2013 16:30 Uhr | Spanien | 7:0 (3:0, 2:0, 2:0) Spielbericht | Island | Ledena dvorana Pionir, Belgrad Zuschauer: 59 |

| 12. März 2013 20:00 Uhr | Serbien | 2:1 (1:0, 1:0, 0:1) Spielbericht | Belgien | Ledena dvorana Pionir, Belgrad Zuschauer: 968 |

| 13. März 2013 13:00 Uhr | Australien | 0:4 (0:2, 0:0, 0:2) Spielbericht | Spanien | Ledena dvorana Pionir, Belgrad Zuschauer: 50 |

| 13. März 2013 16:30 Uhr | Belgien | 2:5 (0:2, 2:1, 0:2) Spielbericht | Niederlande | Ledena dvorana Pionir, Belgrad Zuschauer: 52 |

| 13. März 2013 20:00 Uhr | Island | 0:4 (0:0, 0:1, 0:3) Spielbericht | Serbien | Ledena dvorana Pionir, Belgrad Zuschauer: 1.654 |

| 15. März 2013 13:00 Uhr | Spanien | 6:2 (0:0, 4:0, 2:2) Spielbericht | Belgien | Ledena dvorana Pionir, Belgrad Zuschauer: 101 |

| 15. März 2013 16:30 Uhr | Island | 5:2 (0:1, 0:0, 5:1) Spielbericht | Australien | Ledena dvorana Pionir, Belgrad Zuschauer: 50 |

| 15. März 2013 20:00 Uhr | Niederlande | 4:2 (2:1, 2:1, 0:0) Spielbericht | Serbien | Ledena dvorana Pionir, Belgrad Zuschauer: 1.324 |

| Pl. |             | Sp | S | OTS | OTN | N | Tore  | Punkte |
| 1.  | Niederlande | 5  | 5 | 0   | 0   | 0 | 26:09 | 15     |
| 2.  | Spanien     | 5  | 4 | 0   | 0   | 1 | 22:10 | 12     |
| 3.  | Serbien     | 5  | 3 | 0   | 0   | 2 | 18:08 | 9      |
| 4.  | Belgien     | 5  | 2 | 0   | 0   | 3 | 15:14 | 6      |
| 5.  | Island      | 5  | 1 | 0   | 0   | 4 | 08:20 | 3      |
| 6.  | Australien  | 5  | 0 | 0   | 0   | 5 | 03:31 | 0      |

Abkürzungen: Pl. = Platz, Sp = Spiele, S = Siege, OTS = Siege nach Verlängerung (Overtime) oder Penaltyschießen, OTN = Niederlagen nach Verlängerung oder Penaltyschießen, N = Niederlagen

Erläuterungen: Aufsteiger in die Division IIA, Absteiger in die Division IIIA

### Auf- und Abstieg
| Absteiger in die Division IIA:  | Südkorea            |
| Aufsteiger in die Division IB:  | Ungarn              |
| Absteiger in die Division IIB:  | Estland             |
| Aufsteiger in die Division IIA: | Niederlande         |
| Absteiger in die Division IIIA: | Australien          |
| Aufsteiger in die Division IIB: | Volksrepublik China |

## Division III

### Gruppe A in Taipeh, Republik China (Taiwan)
Das Turnier der Gruppe A der Division III wurde vom 11. bis 16. März 2013 in Taipeh, der Hauptstadt der Republik China (Taiwan), ausgetragen. Die Spiele fanden im 800 Zuschauer fassenden Annex Ice Rink statt.
| 11. März 2013 15:00 Uhr (Ortszeit) | 11. März 2013 8:00 Uhr (MEZ) | Republik China (Taiwan) | 4:9 (1:3, 1:2, 2:4) Spielbericht | Neuseeland | Annex Ice Rink, Taipeh Zuschauer: 350 |

| 11. März 2013 19:00 Uhr | 11. März 2013 12:00 Uhr | Mexiko | 0:6 (0:2, 0:1, 0:3) Spielbericht | Volksrepublik China | Annex Ice Rink, Taipeh Zuschauer: 350 |

| 12. März 2013 19:00 Uhr | 12. März 2013 12:00 Uhr | Bulgarien | 2:9 (0:3, 0:4, 2:2) Spielbericht | Republik China (Taiwan) | Annex Ice Rink, Taipeh Zuschauer: 600 |

| 13. März 2013 15:30 Uhr | 13. März 2013 8:30 Uhr | Volksrepublik China | 14:0 (6:0, 2:0, 6:0) Spielbericht | Bulgarien | Annex Ice Rink, Taipeh Zuschauer: 100 |

| 13. März 2013 19:00 Uhr | 13. März 2013 12:00 Uhr | Neuseeland | 2:0 (0:0, 2:0, 0:0) Spielbericht | Mexiko | Annex Ice Rink, Taipeh Zuschauer: 300 |

| 14. März 2013 19:00 Uhr | 14. März 2013 12:00 Uhr | Republik China (Taiwan) | 0:8 (0:2, 0:2, 0:4) Spielbericht | Volksrepublik China | Annex Ice Rink, Taipeh Zuschauer: 700 |

| 15. März 2013 15:30 Uhr | 15. März 2013 8:30 Uhr | Mexiko | 0:3 (0:1, 0:2, 0:0) Spielbericht | Republik China (Taiwan) | Annex Ice Rink, Taipeh Zuschauer: 250 |

| 15. März 2013 19:00 Uhr | 15. März 2013 12:00 Uhr | Neuseeland | 6:2 (0:0, 1:1, 5:1) Spielbericht | Bulgarien | Annex Ice Rink, Taipeh Zuschauer: 200 |

| 16. März 2013 15:00 Uhr | 16. März 2013 8:00 Uhr | Bulgarien | 4:3 (2:1, 1:2, 1:0) Spielbericht | Mexiko | Annex Ice Rink, Taipeh Zuschauer: 150 |

| 16. März 2013 19:00 Uhr | 16. März 2013 12:00 Uhr | Volksrepublik China | 6:3 (0:1, 5:2, 1:0) Spielbericht | Neuseeland | Annex Ice Rink, Taipeh Zuschauer: 500 |

| Pl. |                         | Sp | S | OTS | OTN | N | Tore  | Punkte |
| 1.  | Volksrepublik China     | 4  | 4 | 0   | 0   | 0 | 34:03 | 12     |
| 2.  | Neuseeland              | 4  | 3 | 0   | 0   | 1 | 20:12 | 9      |
| 3.  | Republik China (Taiwan) | 4  | 2 | 0   | 0   | 2 | 16:19 | 6      |
| 4.  | Bulgarien               | 4  | 1 | 0   | 0   | 3 | 08:32 | 3      |
| 5.  | Mexiko                  | 4  | 0 | 0   | 0   | 4 | 03:15 | 0      |

Abkürzungen: Pl. = Platz, Sp = Spiele, S = Siege, OTS = Siege nach Verlängerung (Overtime) oder Penaltyschießen, OTN = Niederlagen nach Verlängerung oder Penaltyschießen, N = Niederlagen

Erläuterungen: Aufsteiger in die Division IIB

### Gruppe B in İzmit, Türkei
Das Turnier der Gruppe B der Division III wurde vom 7. bis 10. Februar 2013 im türkischen İzmit ausgetragen. Die Spiele fanden in der 3.600 Zuschauer fassenden Kocaeli Büyükşehir Belediyesi Olimpik Buz Sporları Salonu statt.
| 7. Februar 2013 15:00 Uhr (Ortszeit) | Israel | 16:2 (6:1, 4:0, 6:1) Spielbericht | Irland | Kocaeli B.B. Olimpik Buz Sporları Salonu, İzmit Zuschauer: 150 |

| 7. Februar 2013 18:30 Uhr | Türkei | 2:5 (0:3, 0:1, 2:1) Spielbericht | Südafrika | Kocaeli B.B. Olimpik Buz Sporları Salonu, İzmit Zuschauer: 212 |

| 9. Februar 2013 15:00 Uhr | Südafrika | 8:2 (4:0, 2:2, 2:0) Spielbericht | Irland | Kocaeli B.B. Olimpik Buz Sporları Salonu, İzmit Zuschauer: 322 |

| 9. Februar 2013 18:30 Uhr | Israel | 6:1 (0:0, 2:1, 4:0) Spielbericht | Türkei | Kocaeli B.B. Olimpik Buz Sporları Salonu, İzmit Zuschauer: 1.155 |

| 10. Februar 2013 15:00 Uhr | Südafrika | 1:3 (0:1, 0:1, 1:1) Spielbericht | Israel | Kocaeli B.B. Olimpik Buz Sporları Salonu, İzmit Zuschauer: 123 |

| 10. Februar 2013 18:30 Uhr | Türkei | 10:2 (3:1, 2:0, 5:1) Spielbericht | Irland | Kocaeli B.B. Olimpik Buz Sporları Salonu, İzmit Zuschauer: 609 |

| Pl. |           | Sp | S | OTS | OTN | N | Tore  | Punkte |
| 1.  | Israel    | 3  | 3 | 0   | 0   | 0 | 25:04 | 9      |
| 2.  | Südafrika | 3  | 2 | 0   | 0   | 1 | 14:07 | 6      |
| 3.  | Türkei    | 3  | 1 | 0   | 0   | 2 | 13:13 | 3      |
| 4.  | Irland    | 3  | 0 | 0   | 0   | 3 | 06:34 | 0      |

Abkürzungen: Pl. = Platz, Sp = Spiele, S = Siege, OTS = Siege nach Verlängerung (Overtime) oder Penaltyschießen, OTN = Niederlagen nach Verlängerung oder Penaltyschießen, N = Niederlagen

Erläuterungen: Aufsteiger in die Division IIIA

### Auf- und Abstieg
| Absteiger in die Division IIIA:  | Australien          |
| Aufsteiger in die Division IIB:  | Volksrepublik China |
| Absteiger in die Division IIIB:  | kein Absteiger      |
| Aufsteiger in die Division IIIA: | Israel              |